# Седация

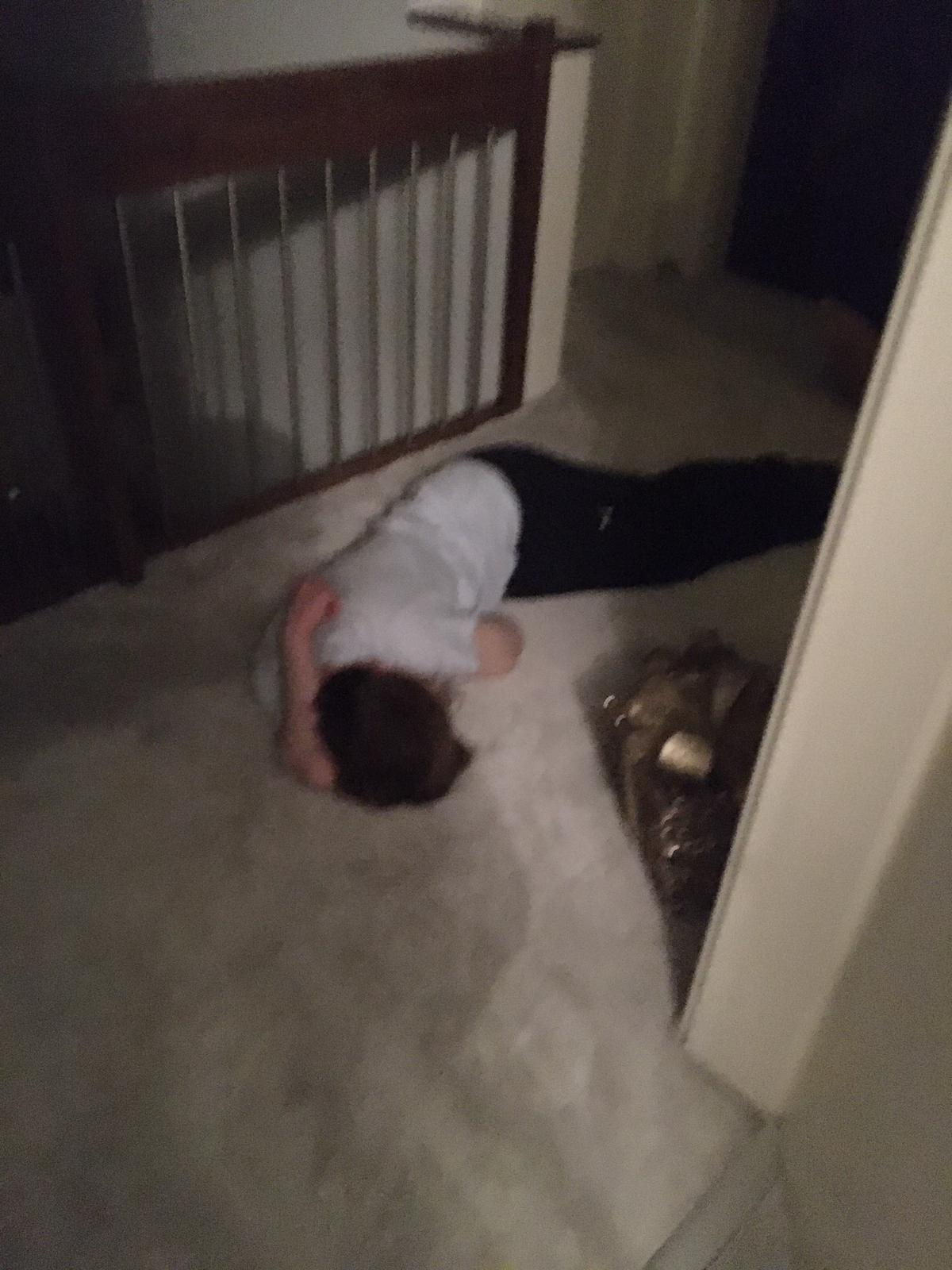
Человек в индуцированной коме, вызванной ГОМК

Седа́ция (через фр. sédatif от лат. sedatio «успокоение»), также используются термины искусственная кома, медикаментозный сон, медикаментозная кома  — состояние организма, характеризующееся отсутствием или снижением уровня сознания, угнетением рефлексов и болевой чувствительности, искусственно достигаемое при помощи введения седативных лекарственных средств. Различают кратковременную и продлённую седацию.
Используются внутривенное или внутримышечное введение лекарственных средств разных групп: барбитураты, бензодиазепины, кетамин, пропофол и др. Требуемая глубина и продолжительность медикаментозного сна зависит от целей основной медицинской манипуляции.
Термин «седация» используется также (в психиатрии) как синоним термина «седативный эффект».

## Кратковременная седация
Также известна как «внутривенный наркоз». Для выполнения многих медицинских манипуляций обезболивание не требуется — достаточно отключения сознания. Спонтанное дыхание сохраняется, угнетены рефлексы и снижен мышечный тонус. Данный приём используется для выполнения амбулаторных медицинских вмешательств благодаря своей простоте, дешевизне и эффективности: достаточно лишь периферического венозного доступа. Выполнение внутривенной седации технически проще и сопряжено с меньшим риском в сравнении с общей анестезией (наркозом).
Типичные примеры использования: вправление вывиха, медицинский аборт, колоноскопия, ангиография, литотрипсия, взятие биопсийного материала. По показаниям седация применяется для проведения КТ/МРТ, УЗИ у детей.

## Продлённая седация

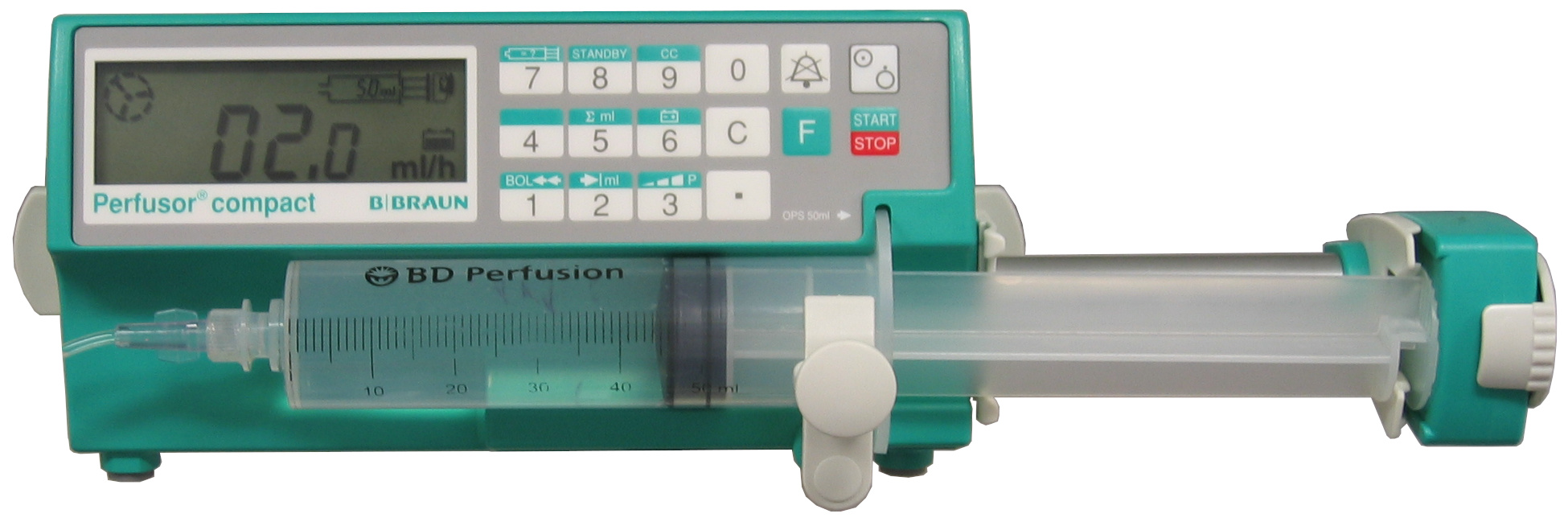
Шприцевой дозатор Perfusor фирмы B. Braun

Используется как элемент нейропротективной стратегии после нейрохирургических операций, для проведения искусственной вентиляции легких, купирования эпилептического статуса, алкогольного делирия. Продлённая седация требует интенсивного наблюдения и проводится в условиях отделения интенсивной терапии.
Продлённая седация не требует наличия наркозного оборудования и может быть использована для этапного хирургического лечения, когда восстановление сознания пациента нецелесообразно:
- У пациентов с сочетанной травмой, вследствие выраженного болевого синдрома
- У ожоговых больных по той же причине
- У пациентов на ИВЛ с целью синхронизации с аппаратом ИВЛ
- В нейрохирургии с целью уменьшения мозгового кровотока и снижения внутричерепного давления
- У буйных пациентов, представляющих опасность для себя и окружающих (например, при алкогольном делирии)

### Использование в нейрохирургии
С целью седации используются средства для наркоза и их комбинации: натрия оксибутират, тиопентал натрия, пропофол и др. Эти вещества замедляют церебральный поток крови и метаболизм в тканях головного мозга (ГМ), что приводит к сужению сосудов ГМ, уменьшению объёма ГМ и снижению внутричерепного давления. Таким образом, искусственная кома нацелена на устранение отека и предотвращение некроза тканей головного мозга. Ряд исследований доказал эффективность применения искусственной комы для коррекции рефрактерной (не поддающейся традиционному лечению) внутричерепной гипертензии.

## Прекращение седации
После принятия решения о прекращении седации введение лекарственного средства замедляется или останавливается. Поскольку некоторые препараты имеют долгий период полувыведения, остаточные явления — сонливость, головокружение — могут сохраняться несколько дней. Используемые препараты в той или иной степени обладают амнестическим эффектом, что, в целом, благоприятно для пациента.

Препараты, используемые для внутривенной седации
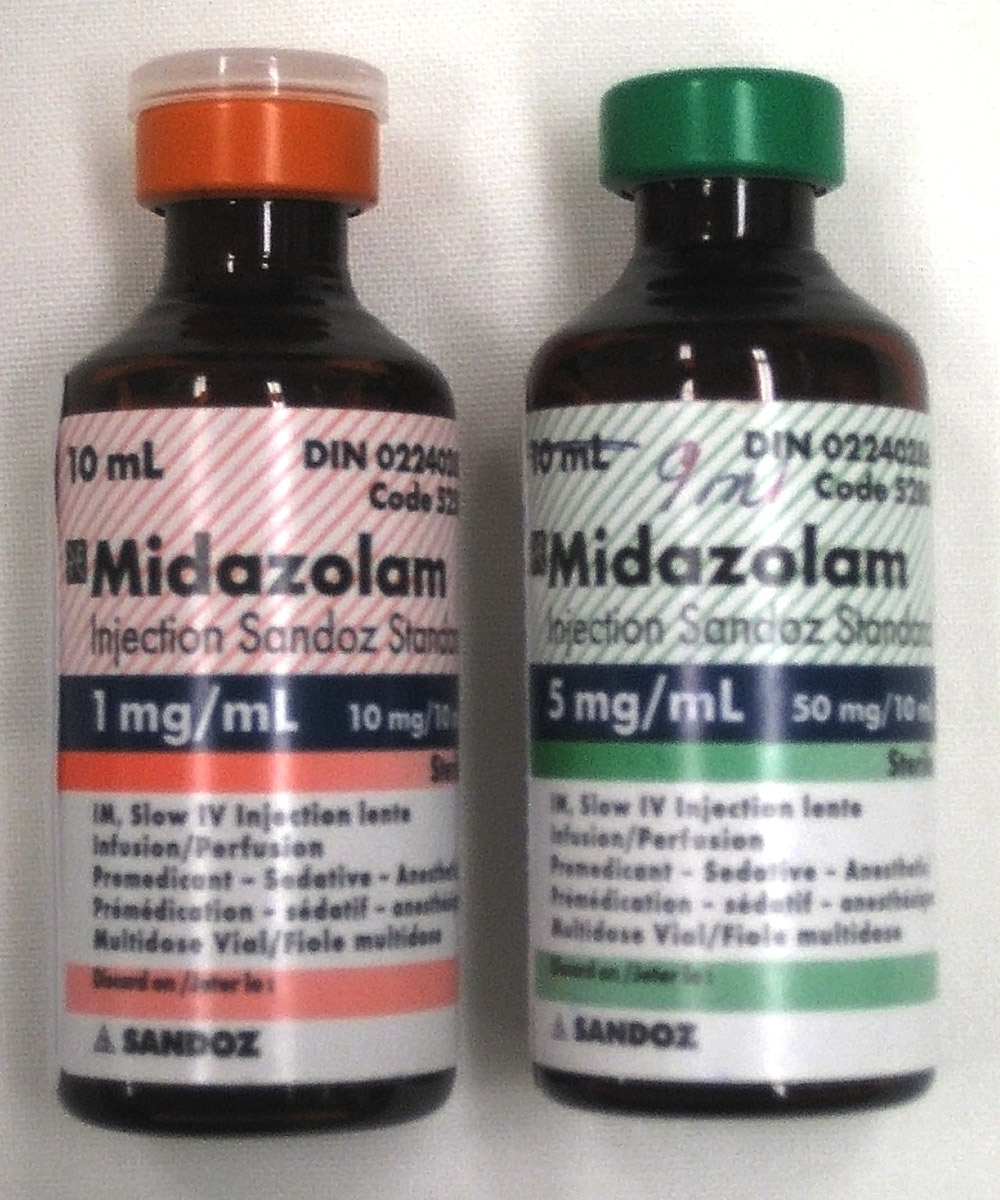
Мидазолам
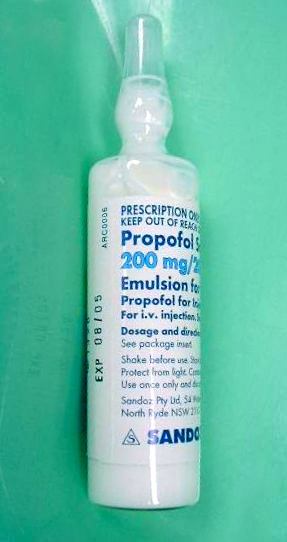
Эмульсия Пропофола